# Claudia Theune
Claudia Theune (* 15. August 1959 in Kleve, zeitweise Claudia Theune-Vogt) ist eine deutsche Mittelalter- und Neuzeitarchäologin und Universitätsprofessorin an der Universität Wien mit dem Schwerpunkt Historische Archäologie.

## Leben, Karriere und Leistungen
Claudia Theune stammt aus einer Pfarrersfamilie am Niederrhein. Ihr Vater wurde 1955 zum Pfarrer der evangelischen Flüchtlingsgemeinde in Kevelaer berufen. Dort verbrachte sie gemeinsam mit vier Schwestern ihre Schulzeit bis zum Abitur. Theune studierte in Marburg und Bonn. Sie promovierte 1988 in Marburg über die frühmittelalterliche Besiedlungsgeschichte im westlichen Bodenseegebiet, dem Hegau. Anschließend war sie von 1988 bis 1994 wissenschaftliche Mitarbeiterin bei der Auswertung des frühmittelalterlichen Gräberfeldes von Weingarten und dem Ausstellungsprojekt Hessen und Thüringen – Von den Anfängen bis zur Reformation sowie Stipendiatin an der Philipps-Universität Marburg. Von 1994 bis 2000 folgte eine Tätigkeit als wissenschaftliche Assistentin am Lehrstuhl für Ur- und Frühgeschichte der Humboldt-Universität zu Berlin. Nachdem sich Theune 2001 mit einer Arbeit über Strukturveränderungen in der Alamannia aufgrund der archäologischen Quellen habilitiert hatte, war sie bis 2006 wissenschaftliche Oberassistentin und Privatdozentin an der Humboldt-Universität zu Berlin. Seit dem 1. Januar 2007 ist sie Universitätsprofessorin für Ur- und Frühgeschichte mit dem Schwerpunkt Archäologie des Mittelalters und der Neuzeit (Historische Archäologie) am Institut für Urgeschichte und Historische Archäologie der Universität Wien.
Theune forscht zu den Epochen des gesamten Mittelalters und der Neuzeit beziehungsweise der Zeitgeschichte. Insbesondere Alltagsgeschichte, Handwerks- und Handelsgeschichte, Produktion und Austausch (beispielsweise frühmittelalterliche Perlen, Handwerk in ländlichen Siedlungen, Goldbergbau im Gasteinertal), Siedlungsarchäologie in der spätmittelalterlichen Wüstung Pagram bei Frankfurt (Oder) beziehungsweise Drösing an der March sowie Wissenschaftsgeschichte des Faches standen im Fokus. Sie forscht derzeit insbesondere zu Siedlungs- und Wirtschaftsstrukturen in marginalen alpinen Siedlungsräumen (Goldbergbau in den Alpen, Alpenübergänge, archäologische und bauhistorische Forschungen an Schloss Hanfelden) im Spätmittelalter und der frühen Neuzeit, sowie zur Verbindung von Archäologie und Zeitgeschichte. Ein besonderer Schwerpunkt der letzten 20 Jahre liegt in der Neuzeitarchäologie, der archäologischen Erforschung ehemaliger nationalsozialistischer Konzentrationslager, Zwangslager und Vernichtungsorte in Österreich, Deutschland und weiteren europäischen und außereuropäischen Regionen. Neben Ausgrabungen in den ehemaligen Konzentrationslagern Sachsenhausen und Mauthausen und deren Außenlager sowie in Internierungslagern in der Karibik (sogenannte Five Islands, Trinidad und Tobago sowie Camp Mona, Jamaika) erforscht sie die materiellen Hinterlassenschaften der Opfer und Täter. Außerdem untersucht sie anhand der Objekte Überlebensstrategien der Häftlinge. Neuere Forschungen widmen sich dem Vergleich von Fundassemblagen unterschiedlicher Zwangslager und Vernichtungsorte (insbesondere der Tötungsanstalt Hartheim und dem Vernichtungszentrum Sobibor).
Claudia Theune ist Präsidentin der europäischen archäologischen Gesellschaft Ruralia, European Association for Medieval and post-medieval rural Archaeology, sie war zwischen 2012 und 2022 Vorsitzende der Österreichischen Gesellschaft für Mittelalterarchäologie und ist seit 2022 stellvertretende Vorsitzende der Österreichischen Gesellschaft für Mittelalter- und Neuzeitarchäologie.
Claudia Theune ist die Schwester der früheren Fußballerin und ehemaligen deutschen Fußballnationaltrainerin Tina Theune.

## Schriften
- mit Helmut Roth: Das frühmittelalterliche Gräberfeld bei Weingarten (Kr. Ravensburg). Katalog der Grabinventare (= Forschungen und Berichte zur Vor- und Frühgeschichte in Baden-Württemberg. Band 44/I). Theiss, Stuttgart 1995, ISBN 3-8062-1175-2.
- mit Helmut Roth; Landesdenkmalamt Baden-Württemberg: Zur Chronologie merowingerzeitlicher Frauengräber in Südwestdeutschland. Ein Vorbericht zum Gräberfeld von Weingarten, Kr. Ravensburg. Gesellschaft für Vor- und Frühgeschichte in Württemberg und Hohenzollern, Stuttgart 1988.
- The Analysis of Beads Found in the Merovingian Cemetery of Weingarten. Classification, Data Analysis, and Knowledge Organization. Models and Methods with Applications (= Proceedings of the 14th Annual Conference of the Gesellschaft für Klassifikation e. V. 12.–14. März 1990), Universität Marburg, Marburg 1991, S. 352–361.
- Chronologische Ergebnisse zu den Perlen aus dem alamannischen Gräberfeld von Weingarten, Kr. Ravensburg (= Kleine Schriften aus dem Vorgeschichtlichen Seminar der Philipps-Universität Marburg. Nummer 33). Elwert, Marburg 1990.
- Frühmittelalterliche Grabfunde im Hegau (= Universitätsforschungen zur prähistorischen Archäologie. Band 54 = Schriften zur Archäologie der germanischen und slawischen Frühgeschichte. Band 4). Habelt, Bonn 1999, ISBN 3-7749-2931-9.
- Germanen und Romanen in der Alamannia (= Ergänzungsbände Reallexikon der Germanischen Altertumskunde. Band 45). de Gruyter, Berlin 2004, ISBN 3-11-017866-4.
- „das dorff pagere“ – Die mittelalterliche Wüstung Pagram bei Frankfurt (Oder) (= Arbeitsberichte zur Bodendenkmalpflege in Brandenburg. Nummer 17). Wünsdorf 2007, ISBN 978-3-910011-48-9.
- zusammen mit Constanze Cordes: Das frühmittelalterliche Gräberfeld von Weingarten (= Führer zu archäologischen Denkmälern in Baden-Württemberg. 26). Stuttgart 2009.
- zusammen mit Tina Walzer (Hrsg.): Jüdische Friedhöfe. Kultstätte, Erinnerungsort, Denkmal. Böhlau, Wien 2010, ISBN 978-3-205-78477-7.
- Historical archaeology in national socialist concentration camps in Central Europe. Historische Archäologie 2010 (online)
- zusammen mit Pavel Sankot: Das germanische Grab 2536 in Hostivice, Kr. Prag-West. In: Germania Band 90, 2012, S. 2014, S. 145–184.
- Identity Establishing Heritage Sites? Memory, Remembrance and Commemoration at Monuments and Memorials. In: Russell Ó Ríagáin, Cătălin Nicolae Popa (Hrsg.): Archaeology and the (de)construction of National and Supra-National Polities (= Archaeological Review from Cambridge. Band 27.2), S. 161–177.
- Soziale Identitäten und Religiösitäten in der Archäologie des Mittelalters. In: Beiträge zur Mittelalterarchäologie in Österreich Band 29, 2013, S. 255–261.
- Archaeology and remembrance. The Contemporary Archaeology of Concentration camps, Prisoner-of-war-camps and Battlefields. In: Natascha Mehler (Hrsg.): Historical Archaeology in Central Europe. Society of Historical Archaeology Special Publications. Rockville 2013, S. 241–260.
- Goldbergbau im Gasteiner Tal. In: Claudia Theune u. a. (Hrsg.): Stadt – Land – Burg. Festschrift für Sabine Felgenhauer-Schmiedt zum 70. Geburtstag. Marie-Leidorf Verlag, Rahden/Westf. 2013, S. 395–404.
- Archäologie an Tatorten des 20. Jahrhunderts (= Archäologie in Deutschland. Sonderheft 6). Konrad Theiss Verlag / Wissenschaftliche Buchgesellschaft, Darmstadt 2014, ISBN 978-3-8062-2961-5. Rezensionen von Ulf Ickerodt mit Replik dazu von Florian Freund in H-Soz-Kult 26. Februar 2015 und Reinhard Bernbeck in Das Altertum Band 59, Jg. 2014, S. 311–316. – 2. durchgesehene und erweiterte Auflage, Darmstadt 2016.
- An der Grenze. Die spätmittelalterliche und frühneuzeitliche Burg Klausegg im Lungau. Museumsportal (= Zeitschrift des Lungauer Museumsvereins. Band 3). Tamsweg 2014.
- Bedeutung und Perspektiven einer Archäologie der Moderne. In: Mitteilungsblätter der Deutschen Gesellschaft für Archäologie des Mittelalters und der Neuzeit Band 28, 2015, S. 11–22.
- Grundlagen und Perspektiven einer Archäologie des 20. Jahrhunderts. In: Blickpunkt Archäologie. 3/2015, S. 164–176.
- (Un)sichtbarkeiten. Aufgedeckte Spuren und Relikte. Archäologie im ehemaligen Konzentrationslager Mauthausen. In: Daniela Allmeier u. a. (Hrsg.): Erinnerungsorte in Bewegung. Zur Neugestaltung des Gedenkens an Orten nationalsozialistischer Verbrechen. Transkript Verlag, Bielefeld 2016, ISBN 978-3-8376-3059-6, S. 199–218.
- Perspektiven auf Entsorgungspraktiken im Mittelalter. In: Beiträge zur Mittelalterarchäologie in Österreich. Band 31, 2015, S. 99–110.
- zusammen mit Thomas Kersting u. a. (Hrsg.): Archäologie und Gedächtnis. NS-Lagerstandorte: Erforschen – Bewahren – Vermitteln. Imhof-Verlag, Petersberg 2016, ISBN 978-3-7319-0470-0.
- zusammen mit Thomas Kühtreiber: Jahreszahlen in Bauinschriften. Datierungsmittel und Vergangenheitskonstrukt. In: Beiträge zur Mittelalterarchäologie. 33, 2017, Wien 2018.
- zusammen mit Gilly Carr und Marek Jasinski (Hrsg.): The Material Culture for Nazi Camps (= International Journal of Historical Archaeology. Special Issue). Juli 2017 (online auf springer.com).
- Schloss Hanfelden – Einst&Jetzt. Ausgabe 1/2016 und Ausgabe 2/2018, Unterzeiring 2016 und 2018.
- Karibische Geschichte – fern und doch so nah. In: Archäologie in Deutschland. Heft 5/2018, S. 13–19.
- A shadow of war. Archaelogical approaches to uncovering the darker sides of conflict from the 20th century. Sidestone, Leiden 2018 (online bei Sidestone)
- zusammen mit Juliane Haubold-Stolle u. a. (Hrsg.): Ausgeschlossen: Archäologie der NS-Zwangslager. BeBra-Verlag, Berlin 2020, ISBN 978-3-89809-177-0.
- zusammen mit Juliana Haubold-Stolle u. a. (Hrsg.): Exclusion. Archaeology of the Nazí Internment Camps. BeBra-Verlag, Berlin 2020, ISBN 978-3-89809-178-7.
- Spuren von Krieg und Terror. Archäologische Forschungen an Tatorten des 20. Jahrhunderts. Böhlau, Wien 2020, ISBN 978-3-205-21025-2.
- Archäologie des 19.–21. Jahrhunderts im Spannungsfeld von Denkmalpflege, Gedenken und Ethik. In: Fritz Jürgens, Ulrich Müller (Hrsg.): Archäologie der Moderne: Standpunkte und Perspektiven (= Historische Archäologie. Sonderband. Band 2020). (online histarch.uni-kiel.de auf Historische Archäologie).
- Archäologie und Ethik. In: Österreichische Zeitschrift für Kunst und Denkmalpflege. 76, 2, 2022 (Internationales Fachgespräch Archäologie und Ethik) S. 8–14 (online bda.gv.at auf bda.gv.at).
- Archeology of War and Armed Conflict. In: Encyclopedia of Violence, Peace and Conflict. 3. Auflage. Volume 1, Academic Press, 2022, S. 552–561.
- mit Simone Loistl u. a. (Redaktion): Fundstücke 1. Hartheim 2023, ISBN 978-3-9504504-3-9.
- mit Thomas Kühtreiber: Die Tagung „Burgen- und Siedlungsarchäologie des Mittelalters“ in Wien 1969 – Ein Meilenstein in der Genese der Mittelalterarchäologie als Fachzweig in Europa (= Beiträge zur Mittelalterarchäologie in Österreich. Beiheft. Band 14). Wien 2023 (online oegmn.or.at auf ÖGMN).
- Sobibor and other Nazi Extermination sites: a contextualisation of the objects. In: Martjin Eickhoff, Eric Somers, Jelke Take: Excavating Sobibor | Holocaust Archeology between Heritage, History and Memory. Zwolle 2024, S. 77–96. (online wbooks.com auf w books)